# Нидеркирхен (Западни Палатинат)
Нидеркирхен (њем. Niederkirchen) град је у њемачкој савезној држави Рајна-Палатинат. Једно је од 50 општинских средишта округа Кајзерслаутерн. Према процјени из 2010. у граду је живјело 2.024 становника. Посједује регионалну шифру (AGS) 7335029.

## Географски и демографски подаци
Нидеркирхен се налази у савезној држави Рајна-Палатинат у округу Кајзерслаутерн. Град се налази на надморској висини од 256 метара. Површина општине износи 23,8 km². У самом граду је, према процјени из 2010. године, живјело 2.024 становника. Просјечна густина становништва износи 85 становника/km².

## Међународна сарадња
| Мјесто | Држава    | Врста сарадње | Од    |
| ------ | --------- | ------------- | ----- |
|        | Француска | партнерство   | 1974. |
| Извор  |           |               |       |